# Polianilina
Polianilina (PANI) é um polímero condutor da família dos polímeros flexíveis. Apesar de ter sido descoberta há mais de 150 anos, só recentemente a polianilina capturou a atenção da comunidade científica devido à descoberta de sua alta condutividade elétrica. Entre a família de polímeros condutores, polianilina é único devido à sua facilidade de síntese, a estabilidade ambiental, e doping simples / dedoping química. Embora os métodos de síntese para produzir polianilina são bastante simples, o seu mecanismo de polimerização e a natureza exata de sua química de oxidação são bastante complexas. Devido a sua química rica, a polianilina tem sido um dos polímeros mais estudados nos últimos 20 anos.

## História
O monômero anilina foi obtido pela primeira vez a partir da destilação pirolítico de índigo e foi chamado de "Krystallin" porque produzia bem formados de sais cristalinos com ácido sulfúrico e ácido fosfórico. Em 1840, Fritzsche também obteve um óleo incolor de índigo, chamou-lhe ostensivamente a partir da anilina aAil Espanhol (índigo), e é oxidado a polianilina (PANI). Alguns acreditam que este é o primeiro relatório da polianilina, embora o primeiro relatório definitivo da polianilina não ocorreu até 1862. [1]
No início do século 20, relatos ocasionais sobre a estrutura da PANI apareceram na literatura e continuaria até que periodicamente até a década de 1980. Foi durante este tempo que MacDiarmid reinvestigated trabalho anterior de Josefowicz e "descobriu" que a polianilina pode ser feito eletricamente de condução protônica sobre doping. Bem antes MacDiarmid e colegas de trabalho, alta condutividade semelhante havia sido visto em polipirrol, outro poliacetileno derivados e de semicondutores orgânicos. Da mesma forma, John McGinness e colegas de trabalho já havia demonstrado uma alta condutividade "ON" estado de um interruptor biestável construída de melanina, um copolímero mistos de polianilina, poliacetileno e polipirrol.  Nos anos subseqüentes, o estudo da polianilina explodiu e atualmente uma vasta literatura sobre a síntese, propriedades e aplicações de polianilina existe.

## Aplicação
Uma das alternativas para incluir o aproveitamento dos benefícios da polianilina na composição de outros materiais é a utilização do compósito PZn (Polianilina/Melanina/Zinco) na pintura de automóveis. Com o aumento da concorrência e nível de exigência dos consumidores, atualmente as empresas buscam diferenciais para agregar valor aos seus produtos e se destacarem no mercado. Dessa forma, a Polianilina surge como uma possível solução para melhorar o revestimento e proteger o automóvel contra a corrosão (cosmética, perfurante ou de borda), problema recorrente observado no setor, substituindo os primers convencionais que utilizam componentes ativos variados (metais pesados, ex: cromo).
Os polímeros condutores, cada vez mais, demonstram seu caráter anticorrosivo, como alternativa aos revestimentos de cromatos. Isso ocorre, porque de forma análoga a estes, os polímeros condutores têm potencial de equilíbrio positivo, e por isso é possível inibir o processo corrosivo, estando associado a dispersão de cargas e formação de óxidos passivantes. A principal vantagem da utilização de polímero condutor nessa situação é este ser tolerante a defeitos estruturais, ou seja, descontinuidades na estrutura, como rachaduras, poros, entre outros.
Em se tratando do compósito, a substância associada ao polímero, o zinco, possui maior potencial de oxidação que o ferro, sendo que se forem colocados em meio eletrolítico, o zinco age como ânodo e o ferro como cátodo, criando uma situação favorável à prevenção da corrosão. Esse princípio é voltado para proteção de aço galvanizado e nele que se baseou o compósito em questão (PZn).

## Estados de oxidação
Polimerizado a partir do monômero anilina, a polianilina pode ser encontrado em um dos três estados de oxidação [2]:
- leucoesmeraldina - parcialmente desdopada (azul)
- esmeraldina - dopada - (verde/azul)
- pernigranilina - completamente desdopada - (azul/violeta)